# Twink
Pour les articles homonymes, voir Twink (musicien).

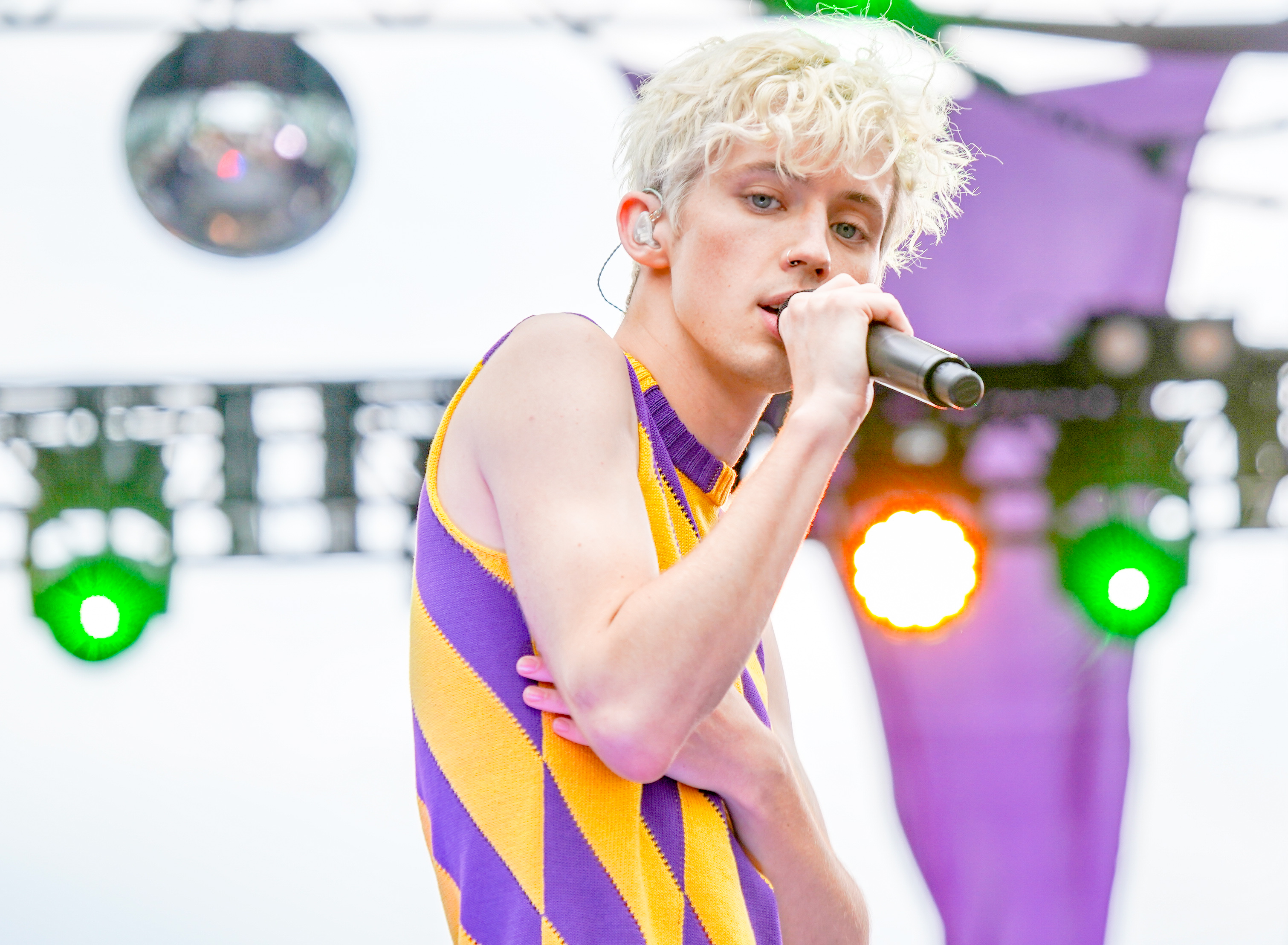
Le chanteur Troye Sivan (ici en 2018) est à la fin des années 2010 et au début des années 2020 régulièrement considéré comme un des meilleurs exemples de twink,.

Twink est un anglicisme employé dans le vocabulaire homosexuel contemporain pour désigner un jeune homme mince, imberbe, généralement considéré comme physiquement plaisant.
Sous-groupe célébré pour leur physique avantageux tout en pouvant causer envie et fort ressentiment, les twinks occupent une place à part dans la culture gay moderne et interrogent notamment les habitudes alimentaires, l'image de soi, ou, en raison de leur caractère nécessairement éphémère, la question du vieillissement chez les homosexuels. Un article du New York Times annonce en 2018 que la culture populaire est entrée dans l'« ère du twink », vu comme un contrepoids aux représentations masculines traditionnelles (voire « toxiques »). Le terme est aussi employé rétroactivement pour désigner les éphèbes et les éromènes, valorisés pour leur beauté en Grèce antique.
Fortement sexualisé, comme l'attestent certaines de ses explications étymologiques, le terme est ambivalent : il peut être utilisé pour complimenter un jeune homme pour sa beauté, être neutre et descriptif ou être parfois perçu comme désobligeant. Un débat existe pour savoir s'il peut être employé pour des hommes hétérosexuels ou si un twink est par essence gay ou bisexuel. Il a également fait l'objet de critiques dénonçant son caractère normatif et excluant.
D’un usage initialement limité aux cercles LGBT, ce mot s'est ensuite diffusé plus largement, par exemple dans les articles de presse généraliste ou la recherche académique.

## Origines et variations du terme

### Une étymologie incertaine

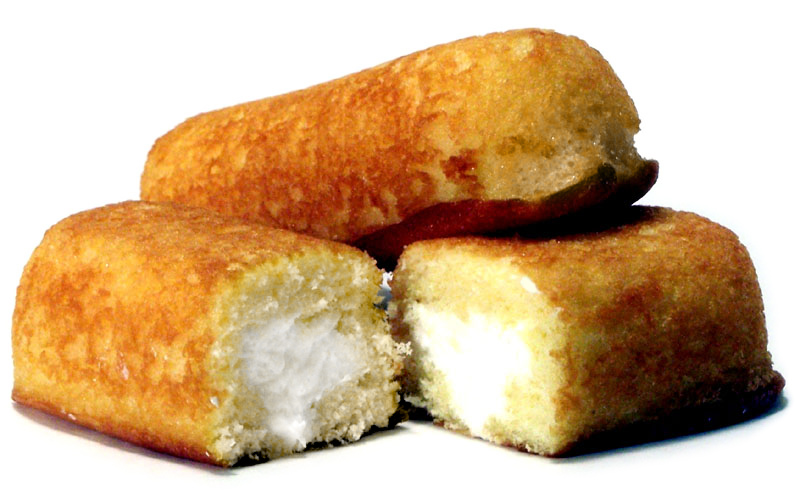
Des twinkies.

Plusieurs explications de l'origine du mot ont été avancées au fil des années : le terme pourrait être dérivé de « twank », un mot d'anglais britannique des années 1920 désignant un client de prostitués, voire ce que l'on appellerait aujourd'hui un sugar daddy (ou le prostitué lui-même, qui serait disposé à s'engager dans des relations avec des hommes « dominants »).
Twink pourrait être un raccourci de « twinkletoes », surnom donné à un protagoniste d'un roman de la fin des années 1910,. Le livre The Queens’ Vernacular (1972) définit les « twinkles-toes » comme « effeminés », tandis qu'une autre source de 1978 relève un sens proche du sens actuel en parlant des « twinkles-toes » comme des « hommes jeunes et effeminés. »
Il pourrait également s'agir d'un rapprochement vulgaire avec le twinkie, une « génoise fourrée à la crème. » Cette dernière explication ne semble pas convaincre les linguistes,.
Enfin, il a également été avancé que le terme pourrait être un acronyme de « Teenage, White, Into No Kink » (« adolescent blanc, qui n'a pas de kink »).
D'après The new Partridge dictionary of slang and unconventional English (en), le mot semble apparaitre dans son sens actuel pour la première fois en 1968, tandis que l'Oxford Dictionary indique dans son édition de 2003 que le terme twinkie remonte aux années 1970 et le rattache au verbe to twinkle (scintiller). Le dictionnaire Cassell's queer companion : a dictionary of lesbian and gay life and culture le définit comme un terme américain des années 1970, originellement utilisé pour qualifier un homme hétérosexuel jugé beau, et dont le sens a depuis évolué pour désigner au contraire un jeune homme homosexuel.
La diffusion du terme dans les communautés LGBT pourrait avoir été lié à la massification de la diffusion de la pornographie gay sur Internet dès les années 1990.

### Variations
Le New York Times rapporte en 2018 les variations suivantes du terme :
- Euro Twink[3] (twink européen) : par exemple les acteurs du studio BelAmi ;
- Twunk[3] : mélange de twink et de hunk - un homme musclé - le twunk pouvant ainsi être considéré comme un « twink musclé »[14] ;
- Femme twink[3] : reprenant le terme de lesbienne fem (femme en anglais), représenté par Adam Rippon en 2018 selon le New York Times, il peut être défini comme un jeune homme aux manières féminines ou qui ne correspond pas au modèle masculin traditionnel[5] ;
- Art twink[3] : qui s'inscrivent dans les traces des photographies de Ryan McGinley ou des mannequins Saint Laurent mis en avant par Hedi Slimane (le New York Times place dans cette catégorie des hommes hétérosexuels, ce qui a été par la suite très contesté).

### Traductions ou non-transposition en français
Le terme est parfois traduit dans des articles de presse par « minet », les termes « minet » et « twink » étant par exemple utilisés indifféremment dans un article de Libération ou de Blick. En français, « minet » est considéré dans cette acception par le Centre national de ressources textuelles et lexicales comme péjoratif, et défini comme un « jeune homme vêtu à la mode et d'aspect peu viril ». Selon Hornet, le terme « minet », vieilli, serait « passé de mode ».
Twink a également été traduit par le mot « éphèbe », notamment par Vice News. Libération et Le Monde utilisent quant à eux alternativement « éphèbe » et « minet »,,.
Beaucoup d'autres articles de presse francophone ne traduisent pas le terme twink et l'utilisent comme tel, à l'instar d'articles du montréalais Métro, du québécois Urbania, du magazine de mode GQ, du journal LGBT français Têtu ou encore de Didier Lestrade, journaliste et fondateur de Act Up-Paris.

## Définition et attributs du twink

### Caractéristiques générales

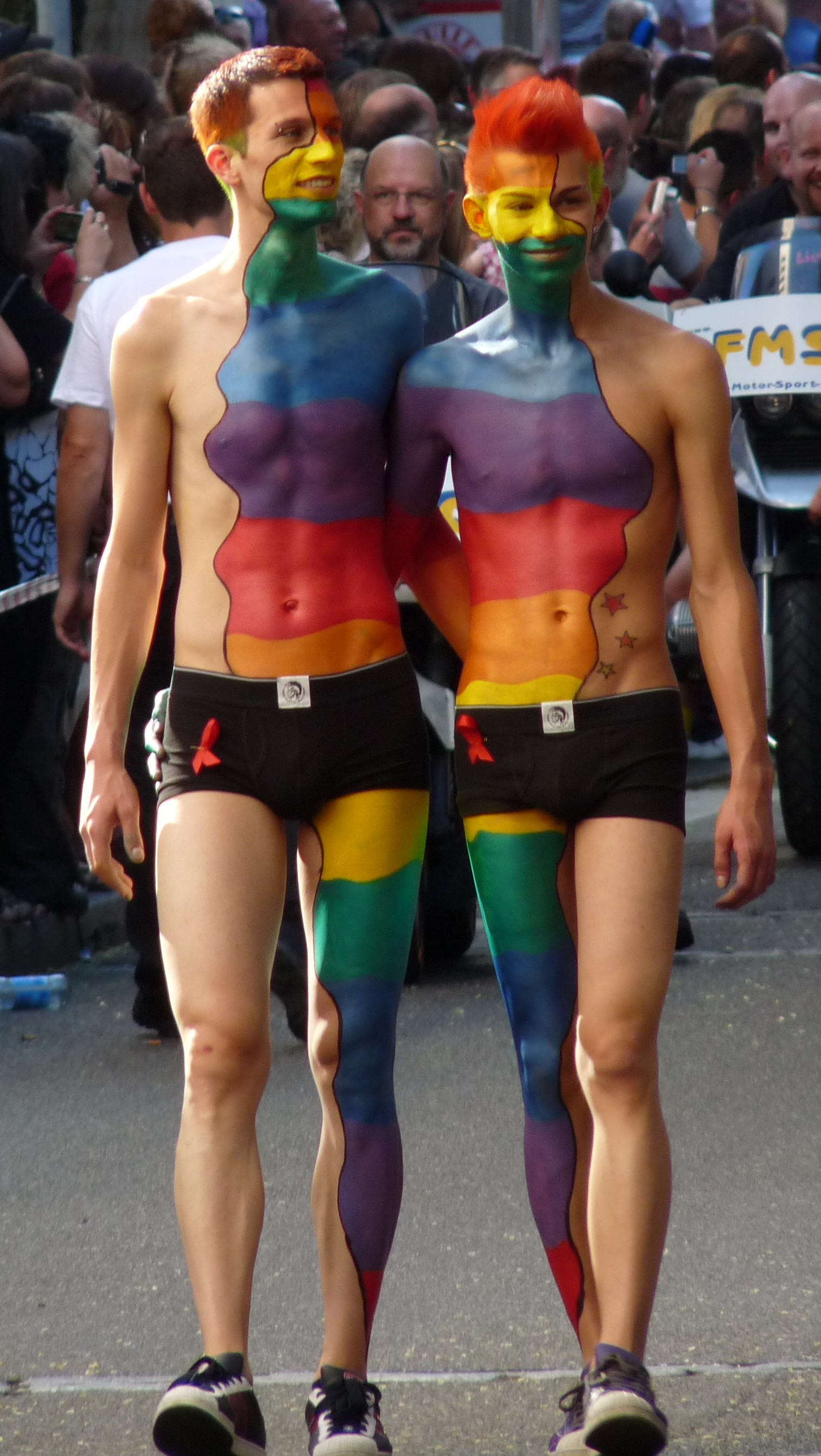
Deux jeunes participants peints aux couleurs de l'arc-en-ciel à la marche des fiertés de Stuttgart en 2009.

Le twink est habituellement défini comme un homme jeune - typiquement de 18 à 25 ans, (ou un peu plus âgé mais qui a l'air jeune) -, mince, imberbe, naturellement peu velu ou rasé de près,, (très) beau, avec une peau lisse, et bisexuel ou homosexuel,,. La question de savoir si l'on peut parler d'un homme hétérosexuel comme d'un twink est l'objet d'un débat entre plusieurs journaux à la fin des années 2010,,.
De plus, les twinks peuvent souvent être imaginés (mais pas toujours) comme des jeunes hommes blancs et blonds,, et parfois comme flamboyants, efféminés, soumis, ou encore pas spécialement intelligents,.
Entre deux âges (plus un garçon, pas encore tout à fait un homme,), le twink a pu être rapproché, pour son équivalent hétérosexuel, de l'emo, ou être vu comme un équivalent de la cheerleader blonde et bimbo.

### Personnalité
Au niveau de leur caractère et de leur personnalité, les twinks peuvent être vus au sein de la communauté gay comme étant ouverts aux coupes de cheveux ou aux tendances de mode généralement considérées comme non traditionnelles, voire féminines. Leurs hobbies et intérêts tendent également à être plus féminins. Ils peuvent être perçus comme ayant des voix plus aiguës, des « poignets cassés », recherchant l'amitié de filles, acceptant plus facilement de vivre ouvertement leur sexualité, et obsédés par eux-mêmes.

### Santé physique et mentale
Les twinks sont décrits comme étant soucieux de leur apparence physique et promouvant des conduites alimentaires bénéfiques à leur santé ; des chercheurs ont toutefois montré que ces comportements sont souvent pathologiques et contribuent davantage à leur quête de minceur. Une étude a mis en avant que les twinks avaient tendance à consommer moins de marijuana que d'autres tribus gay, ce qui a pu être attribué à une volonté d'éviter les substances pouvant stimuler l'appétit, étant donné l'importance qui peut être donnée par les twinks à leur minceur. La même étude indique que les twinks sont le sous-groupe faisant face aux plus forts sentiments d'anxiété.
Une étude de 2014 fondée sur un sondage en ligne mené auprès d'un peu plus de 1 000 gays Australiens indique que les twinks sont les profils les plus à risques au niveau sanitaire parmi les sous-groupes gays étudiés, ayant des taux de tabagisme, de consommation d'alcool et de rapports anaux réceptifs non protégés beaucoup plus élevés que les autres homosexuels. Ils sont aussi moins susceptibles d'avoir déjà été testés pour le VIH, bien que les chercheurs l'expliquent par un âge moyen plus faible des participants twinks de l'étude par rapport aux autres participants.

### Sexualité
Il existe également un stéréotype inexact selon lequel les twinks seraient nécessairement passifs,,. Troye Sivan a par exemple précisé dans une interview en 2023 que ce n'était pas son cas, alors que ce cliché lui colle souvent à la peau.
Ce cliché n'est néanmoins pas dépourvu de toute réalité, une étude australienne de 2014 souligne que les hommes identifiés comme twinks sont plus susceptibles de s'engager dans des relations anales réceptives que les autres homosexuels (notamment les « cubs » et les hommes ne se reconnaissant dans aucune sous-catégorie). La plus grande fréquence de comportements sexuellement passifs pourrait en partie s'expliquer par le fait que l'identité twink peut être associée à la soumission.

## Usages du terme

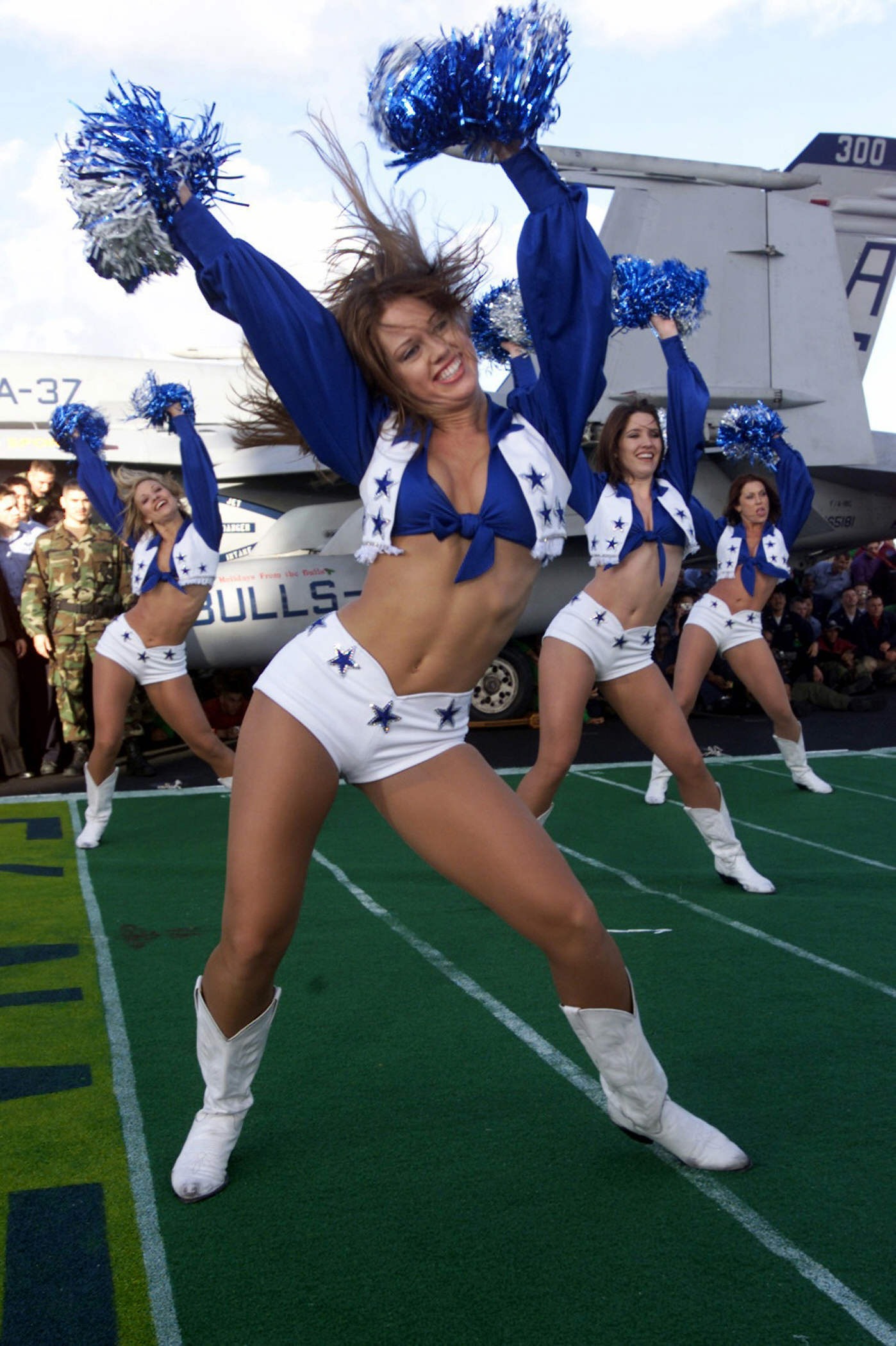
Les twinks ont été rapprochés d'un équivalent pour la communauté gay de ce que sont les pom-pom girls chez les hétérosexuels,.

Le terme de twink est largement utilisé dans les médias LGBT dès le début des années 2000 ; un article du New York Times (journal dit « de référence ») contribue en 2018 à populariser davantage le terme en le faisant entrer dans le discours grand public.
Il semble peu connu des hétérosexuels en général ; ainsi en 2015 un Irlandais du Nord s'est fait faussement accuser par des policiers de détention d'images pornographiques pédophiles, l'homme essayant d'expliquer ce qu'est un twink majeur à des officiers de police hétérosexuels qui ne comprenaient absolument pas de quoi il retournait. Des experts ayant confirmé que les images représentaient bien des majeurs, l'homme a été relâché, bien que sa vie ait été « détruite » (perte de son emploi, coming out forcé, amis se détournant de lui) par ces fausses accusations.
Le terme fait une entrée remarquée en politique américaine durant la campagne de l'élection présidentielle de 2016 : Lucian Wintrich (en), un artiste américain homosexuel, fait sensation en diffusant une série de photographies, Twinks4Trump, représentant des twinks plus ou moins dénudés, certains portant des casquettes Make America Great Again en soutien à Donald Trump. La série de portraits est exposée lors de la convention nationale des Républicains, à Cleveland. En 2023, un jeune assistant parlementaire ayant causé la controverse et perdu son emploi après avoir filmé ses ébats homosexuels au sein du Sénat américain est surnommé « Senate twink » par une partie de la presse gay anglophone,. 

### L'«ère du twink»et la notion controversée de«twink hétéro»

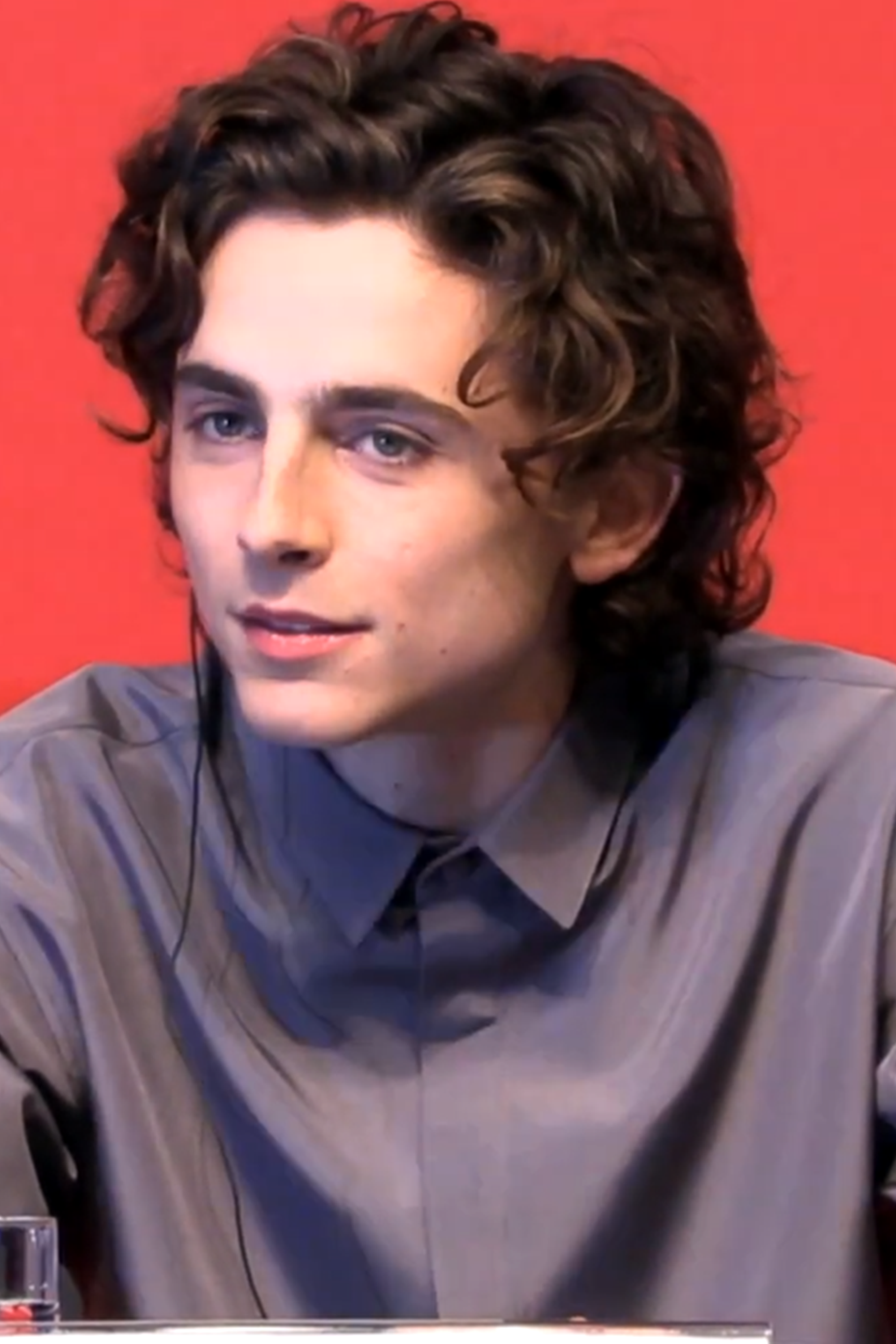
La mise en avant de jeunes hommes hétérosexuels, tels Timothée Chalamet, - qui est même qualifié de twink ultime dans l'article du New York Times - attire des critiques acerbes d'une partie de la presse gay'.

Dans son article « Bienvenue dans l'ère du twink », publié en mai 2018, le New York Times soutient que les twinks sont un type d'hommes de plus en plus présent dans la culture populaire au point d'en devenir mainstream. L'article cite en exemple indifféremment des jeunes hommes homosexuels et hétérosexuels : les chanteurs Troye Sivan et Olly Alexander, les acteurs Tye Sheridan (Ready Player One), Lucas Hedges (tous deux 21 ans à l'époque), ainsi que Nick Robinson (Love, Simon) à 23 ans, les acteurs du film Dunkerque, ou encore Jaden Smith. L'article affirme que les twinks, dont le physique tranche avec les représentations masculines plus traditionnelles d'hommes à la musculature beaucoup plus affirmée, représentent une nouvelle réponse « au problème de définir ce qui fait un homme », voire une sorte d'antidote à la « masculinité toxique ».
Cet article suscite la critique à plusieurs niveaux et fait réagir des internautes et d'autres journaux. Dazed rappelle en premier lieu que l'esthétique des mannequins sveltes n'est pas spécialement nouvelle dans les milieux de la mode et de la photographie, tandis que The Independent avance même que « l'ère du twink » existe, en réalité, depuis les éromènes de la Grèce antique.
Ensuite, Dazed estime que la notion même de twink hétérosexuel ne peut pas exister. Out approuve, estimant que des « hommes minces et hétéros ne sont pas et ne seront jamais des twinks. » Pink News va dans le même sens, estimant que si les hommes homosexuels et bisexuels n'ont pas le monopole d'être sveltes ou d'avoir l'air jeune, le twink, en revanche, est par essence une partie fermement établie de la culture et de l'identité gay. Pink News se fait également l'écho de plusieurs tweets moqueurs ou indignés d'utilisateurs gays de Twitter en réponse à l'article du journal new-yorkais. The Atlantic, lui aussi sceptique sur la possibilité de considérer des hommes hétérosexuels comme des twinks, note ce « transfert » d'une terminologie homosexuelle vers les hétérosexuels, et se demande si cela signifie qu'à présent « les hommes hétérosexuels peuvent être ouvertement objectifiés, comme les femmes et les gays l'ont été depuis longtemps. »
Cette controverse semble plus ancienne que l'article du New York Times : en 2012, lorsque Andy Cohen, ouvertement homosexuel, qualifie les membres de One Direction de twinks, il reçoit en retour nombre de réactions négatives, puis finit par présenter ses excuses pour avoir employé le terme.

### Emploi du mot pour des personnages de fiction

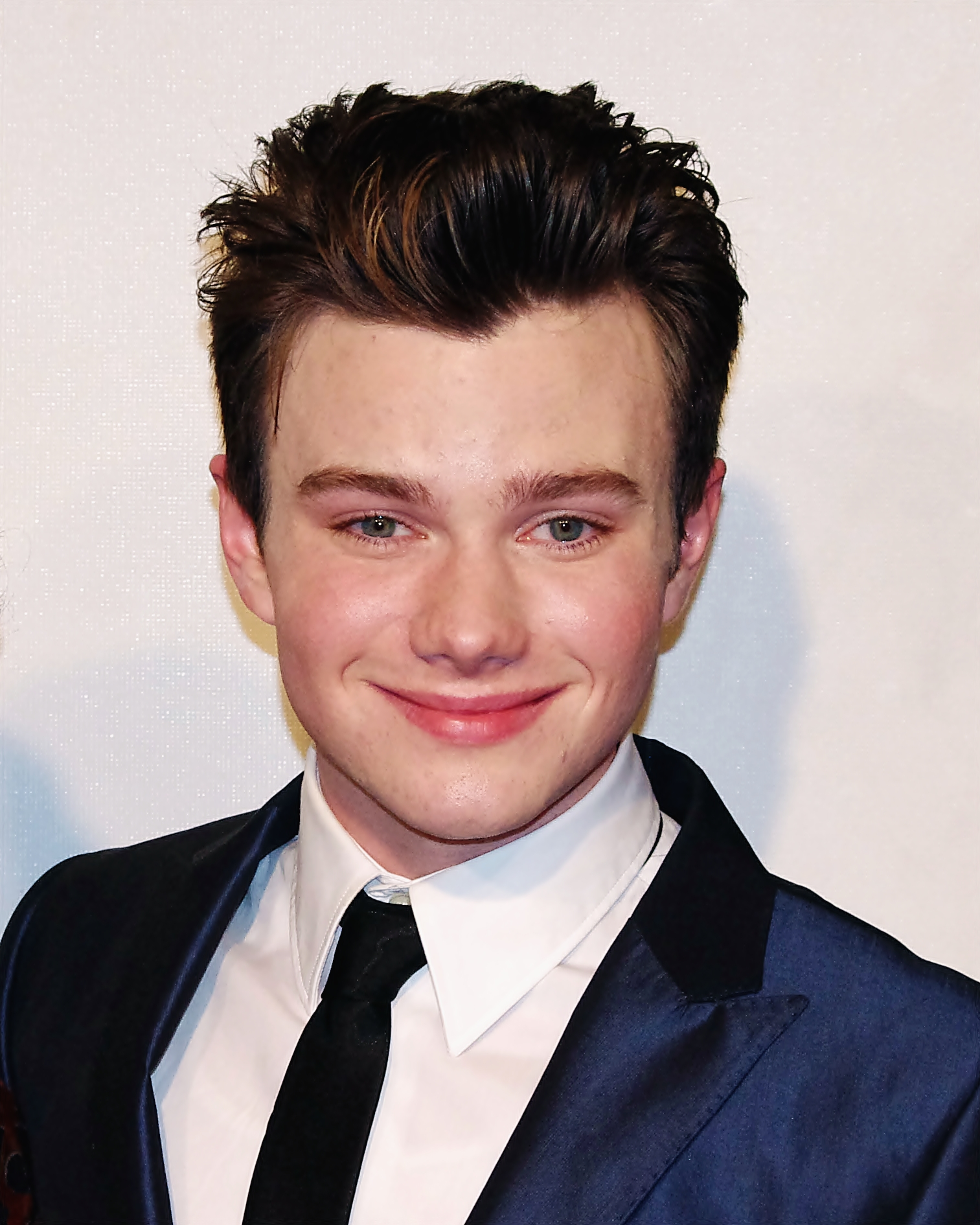
Le personnage de Kurt Hummel (interprété par Chris Colfer) dans Glee, a été décrit comme un twink.

Le terme a aussi été employé envers des personnages de fiction ; ainsi le jeune Luke Skywalker et Link (The Legend of Zelda) ont été considérés comme des twinks,. Ken (tel que joué par Ryan Gosling dans le film Barbie de 2023) a lui été analysé comme étant un « twink vieillissant ».
Dans un contexte francophone, le personnage de Tintin a pu être considéré comme un twink, correspondant physiquement à la description du terme, tandis que le capitaine Haddock peut être interprété comme étant plus proche du bear, voire d'un sugar daddy. Bien que, dans l'œuvre originale, les deux personnages ne soient pas dépeints comme homosexuels, ni en couple, selon le spécialiste de l'univers de Tintin Benoît Peeters « toute grande œuvre invite à des prolongements. Et l'absence explicite de la sexualité dans Tintin a conduit plus d'un exégète à réfléchir sur le sujet,. » Certains fanarts représentent Tintin et le capitaine Haddock comme un couple, voire dans des situations intimes. Le député britannique conservateur Matthew Parris estime en 2009 dans une tribune parue dans le Times que « bien sûr que Tintin est gay » ; il y décrit notamment Tintin comme « un jeune homme sans expérience, androgyne, avec une houppe blonde, des pantalons bizarres et une écharpe, qui emménage dans le château de son meilleur ami, un marin entre deux âges. » L'illustrateur David Gilson estime quant à lui que ces fanarts sont un « fantasme vieux comme le monde », « celui du rapport entre le jeune et le vieux, ou autrement dit de l’éphèbe chez les Grecs ou du giton dans le Satyricon. Le jeune homme qui découvre la vie grâce à un homme mûr existe depuis toujours et prouve au travers des fanarts unissant Tintin à Haddock que ce fantasme perdure. »

### Emploi du mot dans la recherche
Le terme a été employé dans des articles universitaires, étudiant des sujets aussi divers que les liens entre l'appartenance aux différentes tribus homosexuelles et les risques de troubles des conduites alimentaires, les rapports entre l'efféminement, la passivité sexuelle, et les stéréotypes masculins habituels, ou encore les relations qu'entretiennent certains acteurs pornographiques avec leur image de soi et les réseaux sociaux.

### Critiques
Zeb Tortorici, ancien acteur pornographique devenu professeur associé à la New York University, prétend que le terme « normalise à la fois la blanchité et la jeunesse par des stéréotypes racistes et âgistes », indiquant que « [s]es expériences de jeunesse dans le porno gay [lui] ont personnellement prouvé comment l'âge et la race sont fétichisées de manière complémentaire afin de mettre en avant un type particulier de masculinité désirable. »
Susan Driver (Université York) a une position proche, estimant que le mot twink repose sur des stéréotypes « âgistes » et « racistes »,. Elle théorise notamment que le mot véhicule un sens de « masculinité jeune, blanche et performante qui peut être fétichisée, consommée, ... clairement codée en termes de race et d'âge », établissant ainsi une intersection au sein de laquelle la race et l'âge se rejoignent pour créer une dénomination hyper-sexualisée, souvent associée à des actes sexuels et à l'industrie pornographique.
Vice News dénonce que la figure du twink serait liée à la passivité sexuelle, et discriminée pour son côté féminin, d'une manière qu'il considère misogyne, patriarcale et homophobe, estimant que « les jeunes hommes gays efféminés comprennent rapidement qu’ils ne seront regardés que comme des objets sexuels – si, par chance, on veut bien d’eux. » Tout en saluant les « modèles twinks » que constitueraient Troye Sivan et Olly Alexander, il s'insurge également qu'une « glorification du twink » créerait un faux dilemme entre « le corps blanc, mince, féminin et le corps blanc, musclé et masculin », excluant tous les autres (noirs, vieux, gros). Enfin, il avance que l'idéal du twink est fortement anxiogène et oppressant, à la fois pour ceux qui ne s'en approchent pas (citant comme conséquences des risques de « troubles alimentaires, d’addiction à la drogue et de suicide »), comme pour ceux qui y correspondent, qui seraient tourmentés par la question du franchissement de leur « âge limite ».
De son côté, un journaliste de The Independent estime en 2018 qu'« abandonner les labels superficiels, qui nous limitent, serait un bon début » pour rendre la communauté homosexuelle moins dure.
Des chercheurs ont relevé l'usage de pornographie contenant des twinks par certains pédophiles ou hébéphiles comme substitut à de la pornographie infantile.

## Place dans la communauté gay

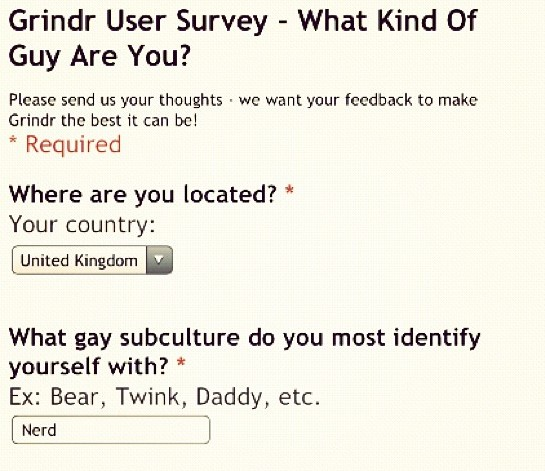
Grindr demandant à un utilisateur de quelle sous-culture gay il se reconnait (capture d'écran prise avant la mise à jour de 2017).

Les twinks sont considérés comme le sous-groupe gay le plus visible, Hollywood ayant tendance à mettre en avant des personnages homosexuels ayant des caractéristiques proches de celles des twinks. Ils sont également le groupe le plus visible dans les lieux LGBT, comme les bars ou les boîtes de nuit.
En outre, les twinks sont l'une des sous-communautés gay parmi les plus revendiquées chez les homosexuels : selon une étude australienne de 2014 portant sur plus de 1 000 hommes âgés de 18 à 39 ans, parmi les 44 % qui s'identifiaient à une tribu, twinks était la tribu la plus revendiquée (20 % des participants). Cette étude a mis en avant que les twinks étaient la sous-catégorie d'homosexuels qui se sentaient le plus à l'aise avec leur orientation sexuelle, ainsi que le sous-groupe qui se sentait le plus « connecté » à la « communauté gay ».
Représentant beaucoup des stéréotypes attribués aux homosexuels, les twinks sont assez facilement étiquetés comme tels. En Occident, le sous-groupe des twinks est devenu la sous-culture préférée des homosexuels, étant idéalisés dès la fin des années 1990 et le début des années 2000.
Alors que les bears ont une sous-culture active, avec des groupes de sociabilité et des lieux spécifiques depuis au moins les années 1980, les twinks n'ont pas de bars ou d'organisations clairement définies pour les représenter.

### Un sous-groupe fortement sexualisé
Le twink est la tribu homosexuelle la plus sexualisée ; à ce titre, les twinks peuvent être aussi bien désirés, enviés et fétichisés que moqués ou méprisés,.
« Twink » est l'une des catégories populaires de la pornographie gay contemporaine, ; à titre d'exemple le studio français French Twinks ou les Américains de Helix Studio ou encore le studio slovaque BelAmi se sont positionnés sur cette niche, si populaire que Didier Lestrade se plaint en 2016 d'un véritable « raz-de-marée » de films contenants des acteurs twinks, qui ferait courir à la pornographie gay mondiale le risque d'une certaine uniformisation. Les twinks peuvent être représentés dans la pornographie gay comme « stupides, effeminés, sexuellement passifs et toujours sans le sou. » Zeb J. Tortorici note quant à lui que la pornographie gay mettant en scène des twinks prospère sur la production et de la représentation d'une « masculinité consommable et visuellement/analement réceptive. »
Twink est aussi l'une des catégories disponibles sur des applications de rencontre gay, telles que Grindr,.
L'expression « twinks pool parties » a été utilisée en 2014 par le Daily Beast pour décrire des « fêtes » sulfureuses organisées par Bryan Singer ou son entourage avec de jeunes hommes dans des villas avec piscines de Hollywood.

### Un terme ambivalent

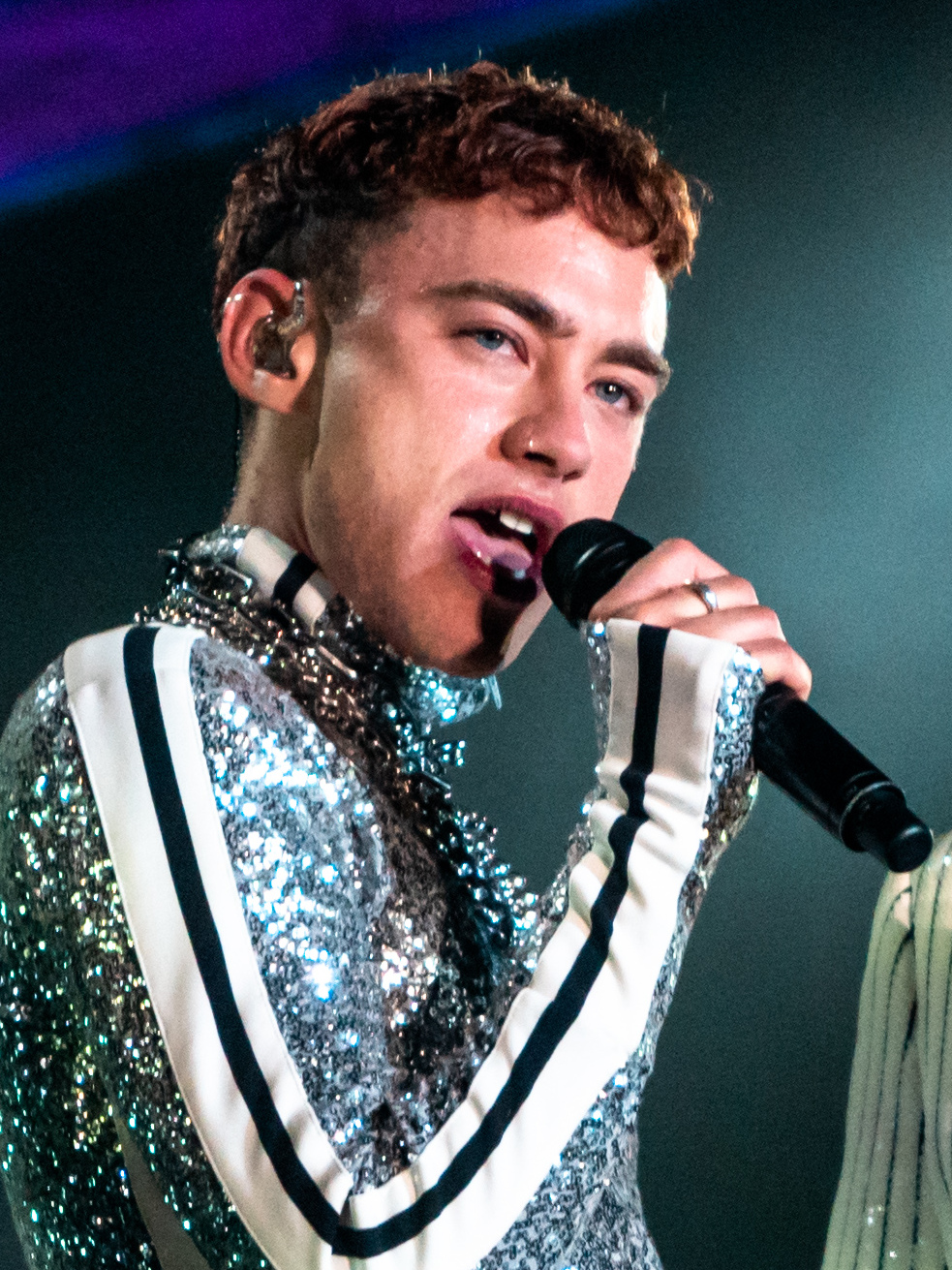
Olly Alexander, chanteur britannique (ici en 2019) est considéré à la fin des années 2010 comme un twink, bien qu'il indique ne pas être spécialement à l'aise avec le terme.

De par leur beauté et leur jeunesse, les twinks peuvent être particulièrement désirés tout en faisant l'objet d'un fort ressentiment, d'hostilité, voire de violence. Des hommes plus âgés peuvent également leur reprocher d'être désobligeants.
L'appellation de « twink » est parfois considérée comme désobligeante, voire insultante (à titre d'exemple, l'emploi du terme par la chanteuse Cardi B dans un tweet en 2021 a pu choquer, certains internautes le prenant comme une insulte). Or, ce n'est pas la connotation initiale du mot, mais plutôt une interprétation dépendante du contexte (qui prononce le mot, sur quel ton, envers qui, quelles sont les relations entre les deux personnes, etc.), : « twink » peut être utilisé comme un compliment, comme une insulte, ou simplement comme un mot descriptif à connotation neutre. Si Mitchell Sunderland, dans Vice News, va jusqu'à considérer le mot comme « haineux », certains des jeunes hommes qu'il interviewe n'hésitent pas à se revendiquer twinks.
Le rapprochement avec le twinkie est l'une des manières d'expliquer l'ambivalence du terme : ces génoises à la crème sont « savoureuses au goût, mais sans aucune valeur nutritive. »
Le vieillissement des twinks peut être vu comme une sorte de « châtiment » réconfortant par les hommes qui se seraient fait éconduire par des twinks. De plus, le terme de twink peut impliquer un certain degré de féminité, dévalorisée dans une société patriarcale. Face à cette dévalorisation, la beauté et la jeunesse des twinks pourraient d'une certaine manière compenser en jouant un rôle « protecteur » ; ce n'est plus le cas pour les hommes âgés et féminins, qui sont alors vus comme pathétiques et grotesques.

### La question du vieillissement et le«twink death»

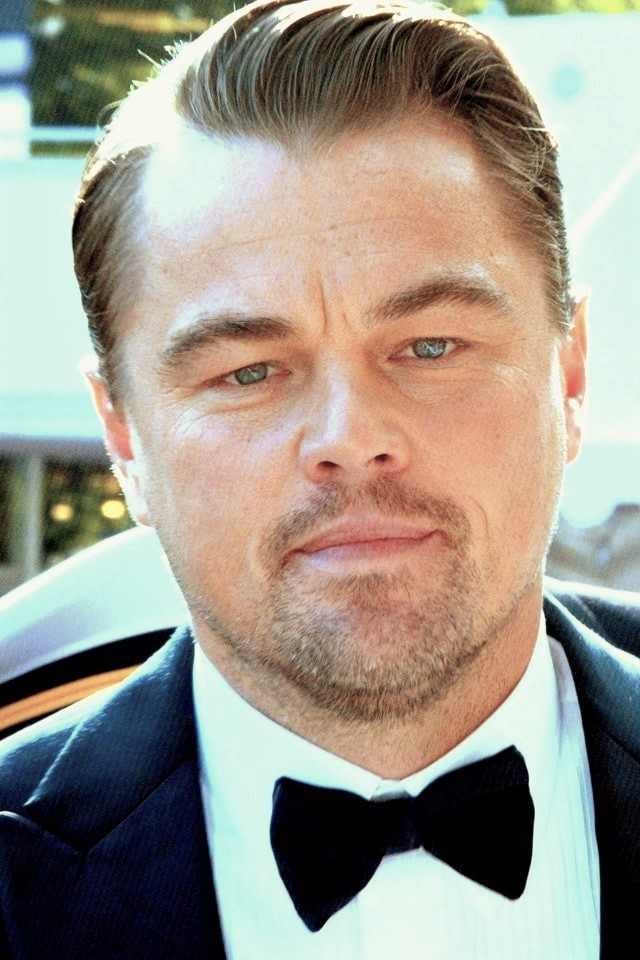
La prise d'âge et les transformations physiques qui y sont associées de Leonardo DiCaprio sont à l'origine de la médiatisation de l'expression twink death,.

La question de l'inévitable vieillissement des twinks peut faire l'objet d'angoisse chez ceux qui s'identifient comme tels ou qui y sont associés, car la perte de la jeunesse et de la beauté peuvent amener à ne plus être aussi désirable qu'auparavant. Il a pu par exemple être avancé que « 23 ans c'est 40 ans en années twink » (à mettre en relation avec la plaisanterie populaire de « 30 ans c'est 50 ans en années gay »), deux aphorismes illustrant les craintes du vieillissement chez les homosexuels en général. Pour Silva Neves, écrivant dans Psychology Today, la culture gay en général est sans pitié avec le vieillissement, les signes de vulnérabilité ou les imperfections, qui sont vus comme potentiellement dangereux dans un monde hétéronormatif où les homosexuels ont toujours de fortes chances d'être discriminés. Il affirme que l'un des moyens de combattre ce « stress minoritaire » et d'éviter de nouvelles discriminations est de se sentir désiré, ce qui reviendrait à être « physiquement parfait, ne montrer aucun signe de vulnérabilité, et être jeune. »
Les changements physiques peuvent être vécus difficilement, ainsi l'acteur pornographique américain Joey Mills (700 000 abonnés sur Twitter, et qui se considère comme « le twink le plus célèbre du porno ») s'est confié sur l'arrivée d'une pilosité « terrifiante » à ses yeux, qu'il combat avec beaucoup de rasage, voire du laser, afin de tenir quelques années de plus dans ce rôle au sein de cette industrie.
Les « twinks vieillissants » peuvent faire « l'objet de pitié et de mépris, tragi-comiques et aigris » ; essayer de s'accrocher à son statut de twink en prenant de l'âge peut être particulièrement mal vu, à l'image d'un adulte qui refuserait d'évoluer et d'assumer ses nouvelles responsabilités en cherchant à s'accrocher à une perpétuelle adolescence. Aussi, la perte de statut de twink pourrait ne pas être en soit une sentence d'anéantissement de capital sexuel : un ancien twink devenu un daddy masculin, musclé (et idéalement riche) peut rester attirant jusqu'à l'âge mûr. Toutefois, dans une mécanique proche de celle du sexisme qui frappe les femmes vieillissantes, l'on peut établir une différence de considération sociale entre un actif masculin de 35 ans, qui sera mieux vu qu'un passif efféminé du même âge, considéré comme bien plus pitoyable.

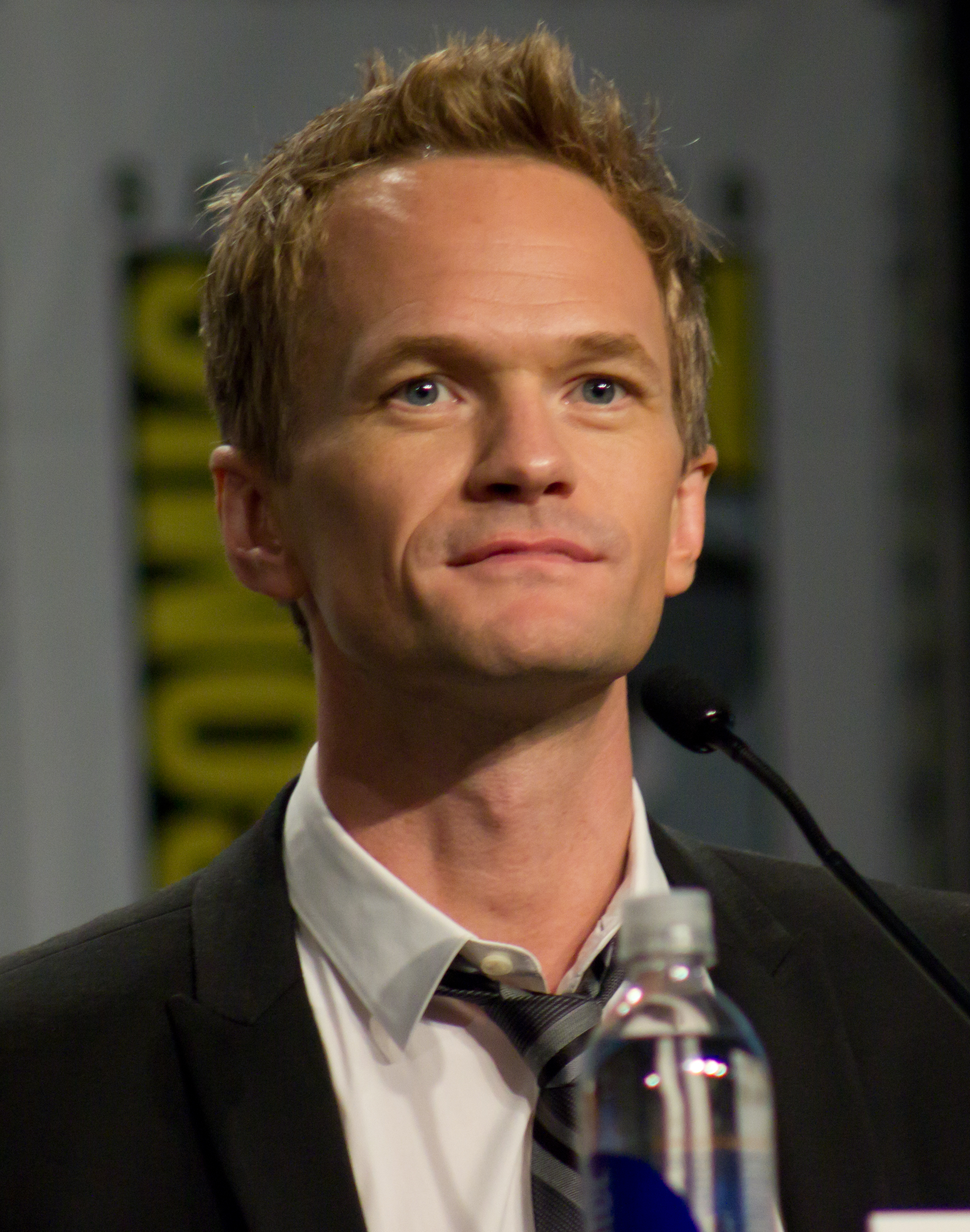
Out a estimé au contraire que Neil Patrick Harris est devenu plus beau en vieillissant.

En prenant de l'âge durant sa vingtaine, le twink peut devenir un « twunk » ; par exemple, le plongeur olympique Tom Daley plaisante à ce sujet par un jeu de mots sur la conjugaison anglaise : « Je ne suis plus si jeune, je vais avoir 28 ans ce samedi [...] Qu'est ce que ça fait de moi ? Un twunk ? Est-ce le passé de twink ? ». Troye Sivan fait également écho à ce sentiment, lui aussi à l'âge de 28 ans.
Le terme « twink death » (« mort du twink » en français) signifie qu'un jeune homme mince et ayant l'air jeune perd ces caractéristiques en prenant de l'âge. Né d'un tweet de 2023 mettant côte à côte une photographie de Leonardo DiCaprio jeune puis quadragénaire, il propulse le terme twink en tendances Twitter et cause deux types de réactions :
- certains internautes postent des photos peu flatteuses d'hommes aujourd'hui âgés en les comparant à d'autres photos prises durant leur jeunesse,
- d'autres diffusent des photos d'hommes qu'ils estiment avoir « vieilli comme du bon vin »[84], considérant que la perte inéluctable du statut de twink causée par le vieillissement n'entraine pas nécessairement une baisse du sex appeal des hommes en question, surtout si en prenant de l'âge, les hommes en question se voient par la suite considérés comme des « daddies »[78].

Le terme de « twink evolution » (« évolution du twink »), plus neutre, a aussi été employé.

## Galerie d'images

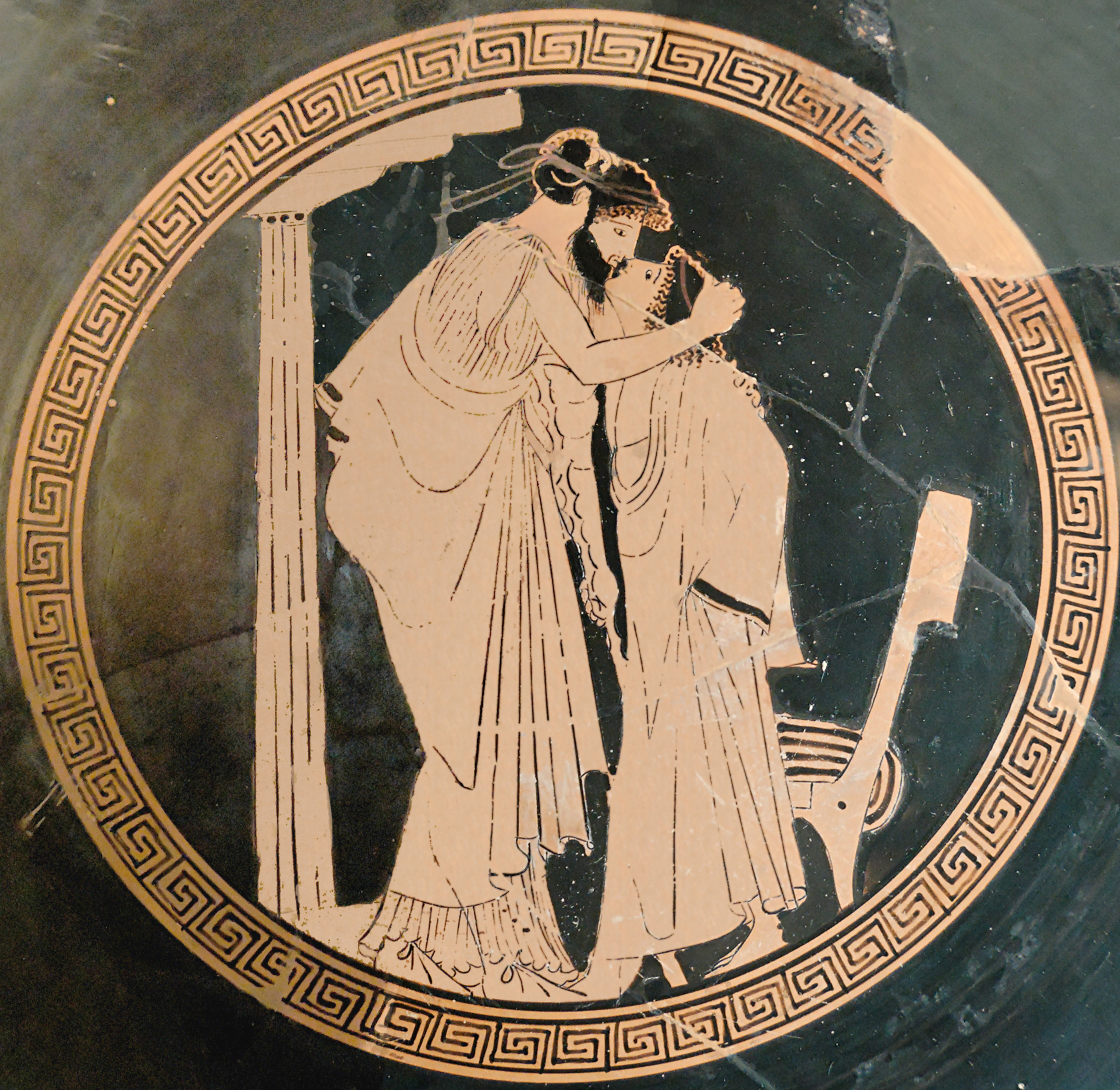
L'éromène (à droite) de la Grèce antique a été postérieurement analysé comme étant l'une des premières figures du twink dans l'histoire[7],[34].
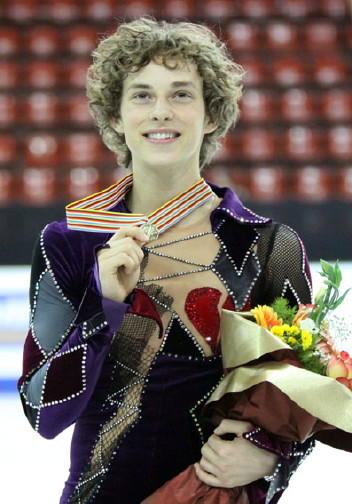
Le partineur artistique Adam Rippon à l'âge de 20 ans en 2009.
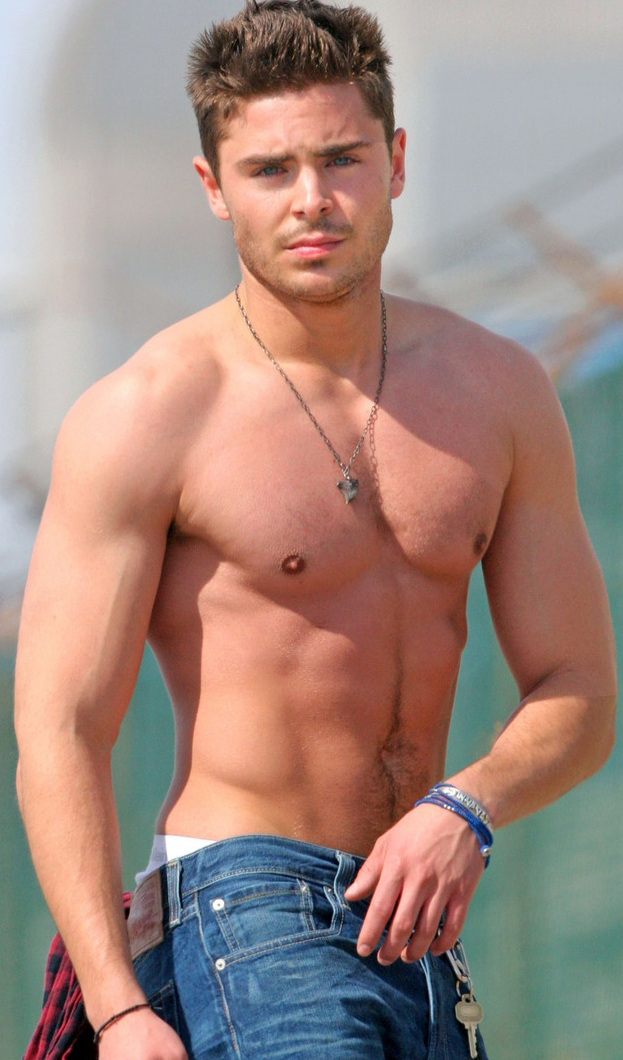
L'acteur Zac Efron, cité par le New York Times comme un des exemples de « twunk » (ou twink musclé)[3].
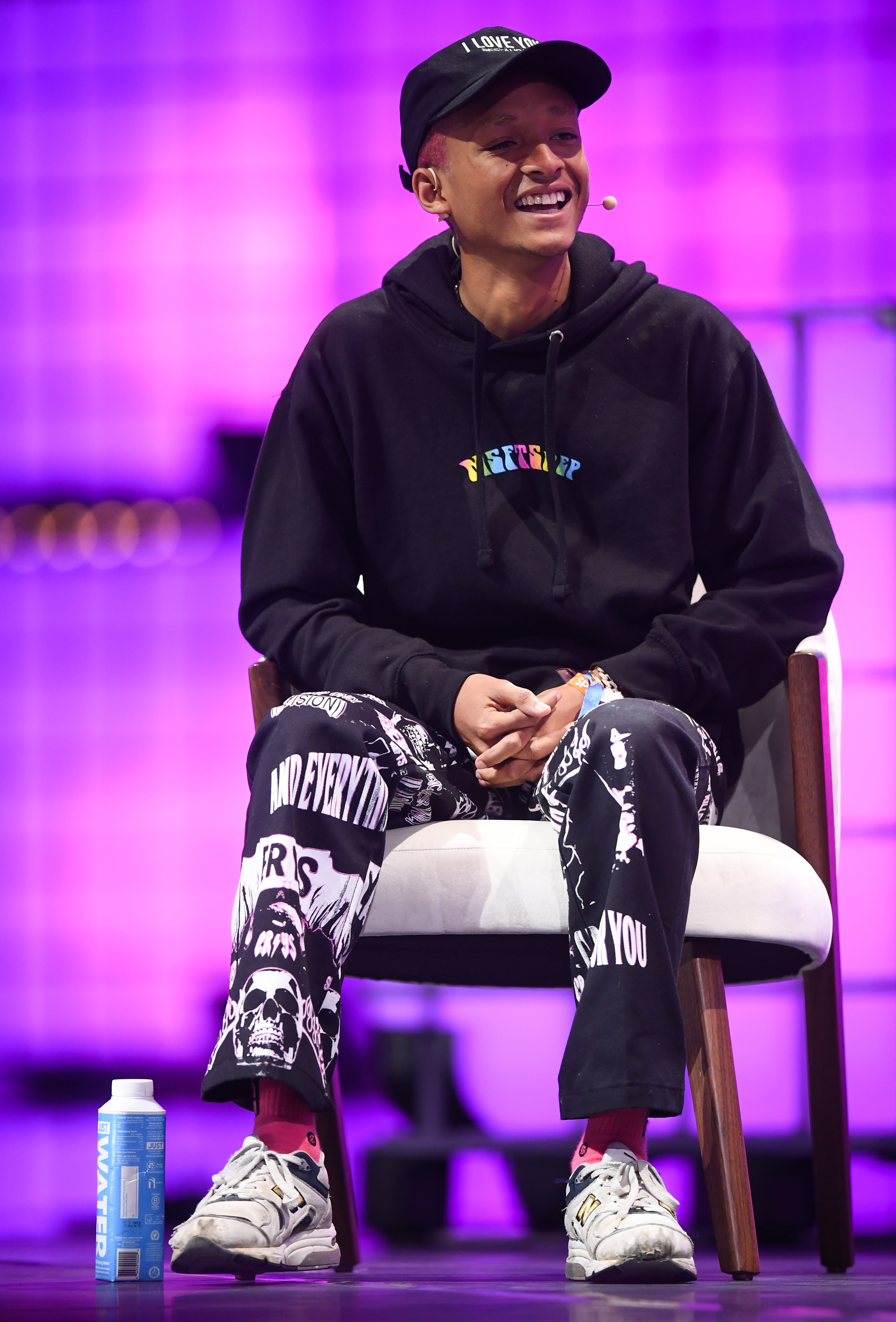
Jaden Smith est un exemple de personnalité non-blanche ayant été étiquetée comme twink[3].
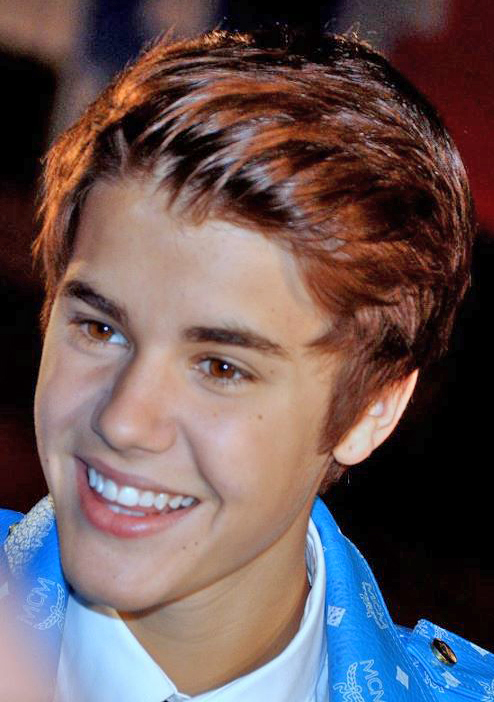
Justin Bieber, un autre exemple de personnalité hétérosexuelle qui a parfois été désignée comme un twink durant sa jeunesse[86].
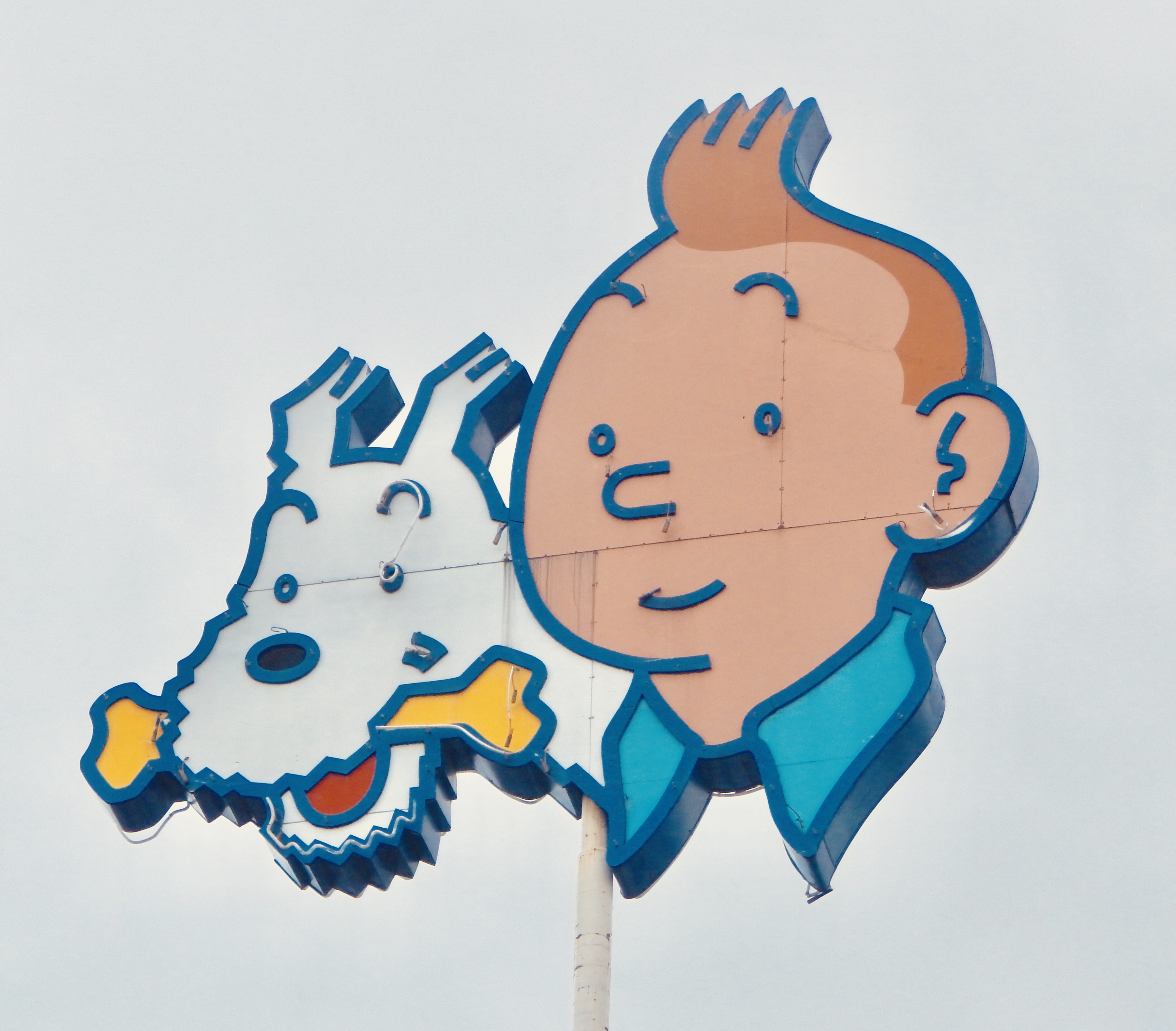
Tintin (ici représenté avec son chien Milou) a été analysé comme un exemple de twink de fiction[57].
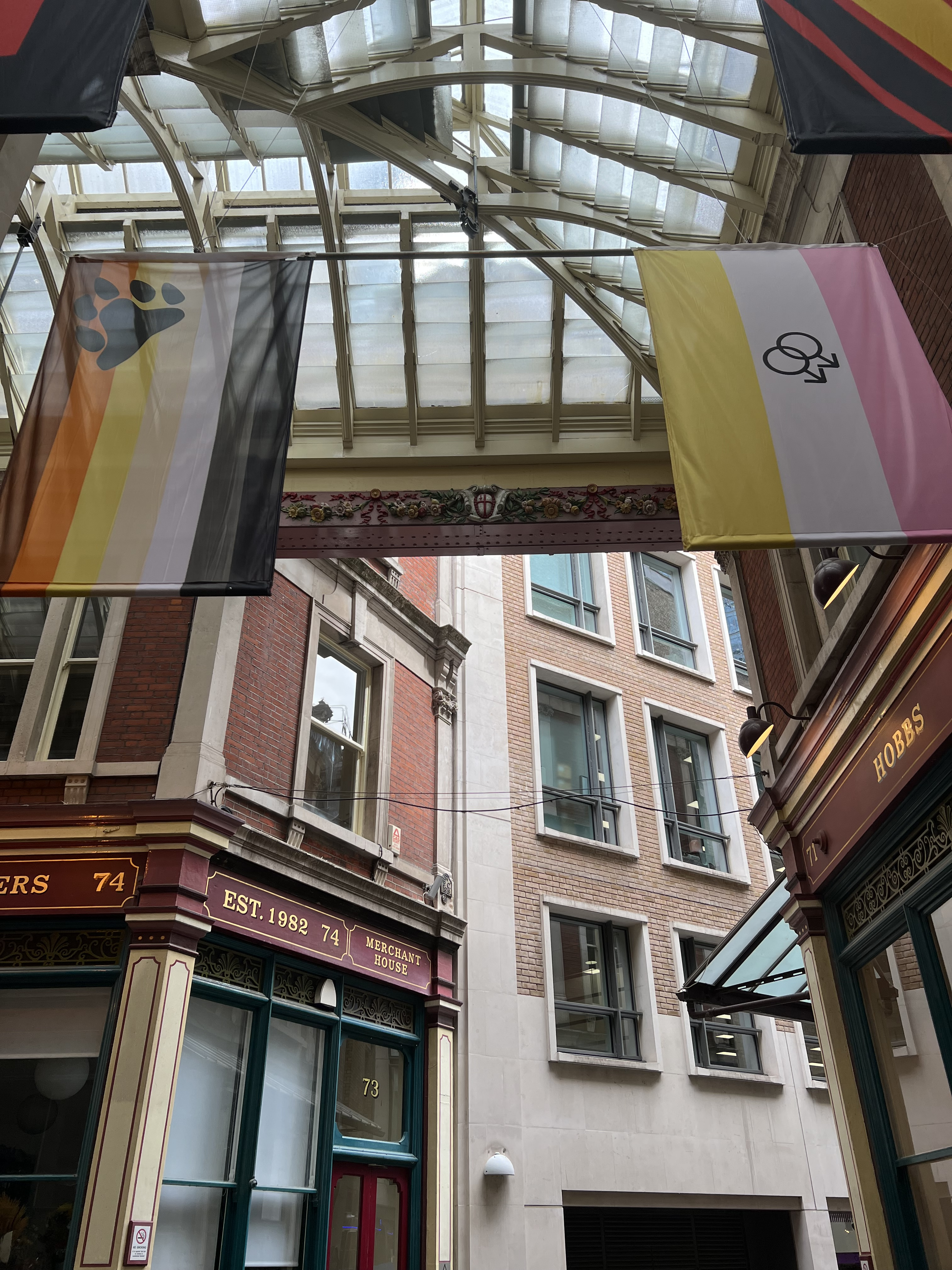
Drapeau attribué aux twinks (à droite) flottant à côté du drapeau bear (à gauche) au Marché de Leadenhall de Londres.

### Articles scientifiques
- (en) Anthony Lyons et Warwick Hosking, « Health Disparities Among Common Subcultural Identities of Young Gay Men: Physical, Mental, and Sexual Health », Archives of Sexual Behavior, vol. 43, no 8,‎ 1er novembre 2014, p. 1621–1635 (ISSN 1573-2800, DOI 10.1007/s10508-014-0315-1, lire en ligne, consulté le 9 novembre 2023)
- (en) Justin L. Maki, « Gay Subculture Identification: Training Counselors to Work With Gay Men », Vistas online,‎ 2017 (lire en ligne)
- (en) Richard Vytniorgu, « Twinks, Fairies, and Queens: A Historical Inquiry into Effeminate Gay Bottom Identity », Journal of Homosexuality,‎ 20 mars 2023, p. 1–21 (ISSN 1540-3602, PMID 36939125, DOI 10.1080/00918369.2023.2186760, lire en ligne, consulté le 9 novembre 2023)
- (en) Samuel M. Fogarty et D. Catherine Walker, « Twinks, Jocks, and Bears, Oh My! Differing subcultural appearance identifications among gay men and their associated eating disorder psychopathology », Body Image, vol. 42,‎ 1er septembre 2022, p. 126–135 (ISSN 1740-1445, DOI 10.1016/j.bodyim.2022.05.010, lire en ligne, consulté le 9 novembre 2023)
- (en) Sarah Kiperman, Gabriel DeLong, Richard J. Martino et Perry N. Halkitis, « Peer Crowd Affiliation's Relationship with Health Risk and Promotion Behaviors in Emerging Adult Sexual Minoritized Men: The P18 Cohort Study », Sexuality & Culture, vol. 27, no 4,‎ 1er août 2023, p. 1300–1327 (ISSN 1936-4822, DOI 10.1007/s12119-023-10064-4, lire en ligne, consulté le 9 novembre 2023)

### Presse généraliste
- (fr) Anne Chirol, « Le « twink », cet éphèbe androgyne objet de fantasmes », Le Monde, 3 mars 2024 (lire en ligne)
- (en) Nick Haramis, « Welcome to the Age of the Twink », The New York Times, 14 mai 2018 (lire en ligne)
- (en) Spencer Kornhaber, « What 'The Age of the Twink' Actually Means », The Atlantic, 15 mai 2018 (lire en ligne)
- (fr) Brian O'Flynn, « Jeune, gay, mince et blanc : que révèle notre nouvelle obsession pour le « twink » ? », Vice News, 22 mai 2018 (lire en ligne)
- (en) Louis Staples, « Opinion: As a gay man, I know how damaging it is to idealise the idea of the 'twink' », The Independent, 20 mai 2018 (lire en ligne)
- (en) Mitchell Sunderland, « Deconstructing the Self-Loathing and Desire Surrounding the Word 'Twink' », Vice News, 24 février 2015 (lire en ligne)
- (fr) « Ours, twink, loutre: la communauté gay se divise en tribus », Blick, 25 juin 2022 (lire en ligne)

### Presse LGBT
- (en-US) Jess Glass, « Straight people can apparently be twinks now -at least according to the New York Times », PinkNews, 15 mai 2018 (lire en ligne)
- (en) James Greg, « In defence of ageing twinks », Dazed, 14 février 2022
- (en-US) Danny Polaris, « What is a twink? The most hyper-sexualised gay ‘tribe’ », PinkNews, 27 avril 2018 (lire en ligne)
- (en) John Russell, « Celebrity “twink death” is all over Twitter right now, and it’s mostly not as awful as it sounds », LGBTQ Nation (en), 9 février 2023 (lire en ligne)
- (en) « What is a twink & is it a slur? », LGBTQ Nation (en), 4 septembre 2022 (lire en ligne)
- (en) « Is ‘twink’ a slur? The hard truth », Queerty, 29 avril 2022 (lire en ligne)

### Autres
- (en-US) « What Is a Twink? », Men's Health, 26 juin 2020 (lire en ligne)